# Мура (индейцы)
Мура — группа коренных (индейских) народов Бразилии, проживающая в бассейне Амазонки, по берегам рек Мадейра и Пурус. Наиболее известным народом в составе мура являются индейцы пирахан.

## История

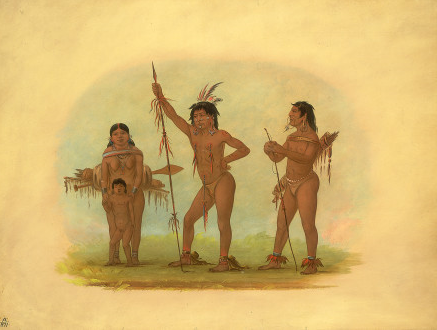
Индейцы мура XIX века. Художник Джордж Кэтлин

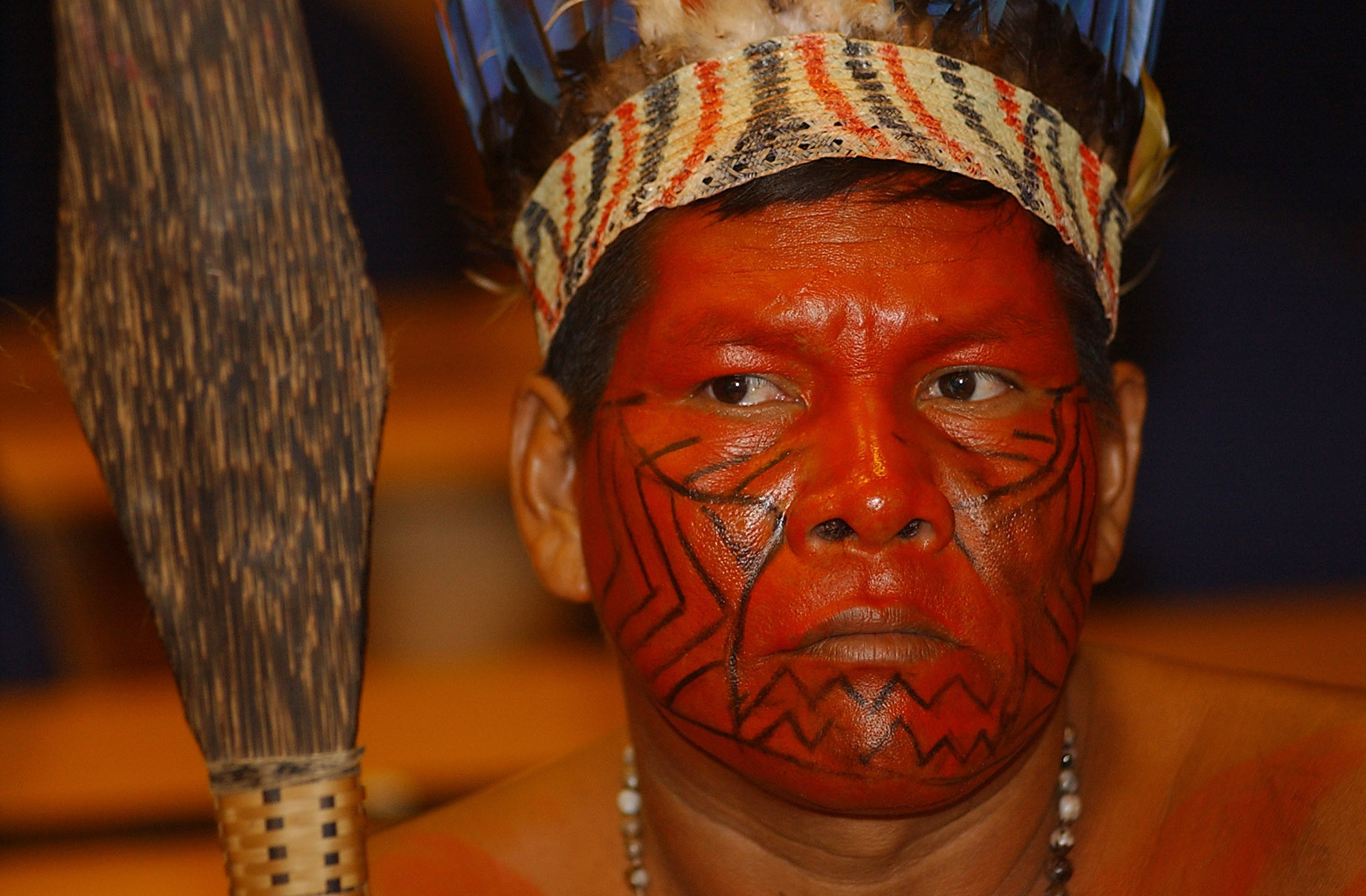
Индеец мура.

Первые контакты мура с европейцами состоялись в XVIII веке. Колонизаторы описывали их, как людей, живущих вблизи рек во временных поселениях, не обладающих «сложной и развитой» религией и материальной культурой.
На протяжении XVIII—XIX веков индейцы мура подвергались притесненями со стороны Португальской и Бразильской империй. Даже после того, как в 1757 году реформы маркиза Помбала официально гарантировали индейцам некоторые права, мура продолжали составлять исключение.
В 1788 году индейцы мура воевали с соседним племенем мундуруку и потерпели от него поражение.
Мура также активно участвовали в повстанческом движении в Бразилии в 1835—1840 годах.

## Язык
Изначально индейцы мура говорили на изолированном муранском языке, который был разделён на несколько диалектов. Характерными чертами языка являются: агглютинативность, тональность, ограниченное количество фонем. После португальского завоевания, язык мура был в значительной степени вытеснен сначала более распространённым индейским языком ньенгату, а затем и собственно португальским.
Сейчас из всех диалектов муранского языка сохранился только пирахан, привлекающий к себе пристальное внимание современных лингвистов.